# Nina Patalo
Nina Patalo (originaltitel: Nini Patalo) är en fransk animerad TV-serie från 2011.

## Handling
Serien handlar om Nina och hennes husdjur Patalo som kan förvandla sig till vad som helst som slutar på O. Ninas föräldrar kommer hem sent så hon får umgås med en anka och en grottmänniska. I slutet kommer Ninas föräldrar hem.

## Svenska röster
- Jasmine Heikura – Nina
- Anna-Lena Hemström - Andy
- Fredrik Hiller - Walter

### Övriga röster
- Anton Bennetter
- Anki Albertsson
- Kristian Ståhlgren
- Per Johansson

M.fl.